# Ампули Лоренцині

Ампули Лоренцині

Ампули Лоренцині — електромагнітні рецептори акул, скатів та деяких інших риб у вигляді крихітних пор, розташованих на голові та інших частинах тіла. «Ампули» здатні реагувати на зміну електричних і магнітних полів. Це дозволяє виявляти здобич та ворогів.

## Дослідження
У 1678 році італійський зоолог Стефано Лоренцині описав цю незвичайну мережу крихітних отворів, які устиляють передню частину голови риб, проте не зміг з'ясувати їх призначення.
У 1868 році німецький вчений Ф. Белл описав докладну будову цих органів, вони отримали ім'я свого першовідкривача й наразі відомі в науковому світі, як ампули Лоренцині.
У 1960 році було встановлено, що цей орган почуттів акули здатний реагувати на зміну електричних і магнітних полів. Тоді й було визначено їхнє основне функціональне призначення. Англійський вчений Р. Мюррей, досліджуючи акул, несподівано встановив, що при подачі на рецептори ампул Лоренцині слабкого електричного імпульсу, вони починають дратуватися. При цьому їхня реакція виглядала дуже незвично — ампули спрацьовували, немов крихітний генератор постійного струму, та посилали імпульси в мозок акули. Так було відкрито цей орган почуттів.

## Біологія
Велика частина електромагнітних сенсорів акули розташована на її голові — в передній і нижній стороні морди, в районі ніздрів та очей. Сам електрорецепторний апарат акул, представлений ампулами Лоренцині, складається з крихітних пор в її шкірі, з'єднаних каналами-протоками з маленьких капсул, в яких розташовані електромагнітні датчики-рецептори у вигляді нервових клітин. Трубочки-канали, що з'єднують ділянку шкіри з капсулою заповнені желеподібною рідиною у вигляді слизу. Довжина цих каналів може досягати від декількох міліметрів, до декількох сантиметрів. До самої капсули з рецепторами підходить декілька нервових волокон — зазвичай 6, іноді більше. Заповнені желеподібною рідиною протоки виконують функцію своєрідних ізольованих провідників електромагнітних сигналів, що з'єднують поверхню тіла акули з капсулою, яка містить рецептор.
Встановлено, що господар ампул Лоренцині відчуває струм силою всього в 0,000005 ампер, а електричне поле, при якому ампули отримували дратівливий імпульс — близько 0,1 мкВ на 1 см. Так, якщо занурити 1 електрод пальчикової батарейки в море, то акула або скат відчує струм до другого електроду, зануреного у воду за кілька кілометрів від першого. Ампули також реагують на механічні подразники.

## Значення
За допомогою цих ампул їх господар здатен розпізнавати здобич у різному середовищі або схованці та виявляти в них життєві процеси. Висловлюються припущення, що ампули Лоренцині служать для пошук статевого партнера, виявлення родичів і ворогів і для отримання повної інформації про довкілля. Є припущення, що акули навіть можуть відчувати електромагнітне поле Землі й орієнтуються за його лініями під час міграцій.
Ампули Лоренцині дозволяють визначати мізерно малі зміни в температурі води. Зчитування сигналів електрорецепторів з різних ділянок свого тіла дозволяє акулі зрозуміти в більш теплі чи в більш холодні ділянки моря вона прямує. Тобто ампули Лоренціні можуть служити температурними датчиками на тілі акул. При цьому акула здатна розрізняти температурні коливання в межах тисячної частки градуса Цельсія. Це досягається унікальною чутливістю її нервових клітин.